# 金融窓口サービス技能士
金融窓口サービス技能士（きんゆうまどぐちサービスぎのうし）とは、国家資格である技能検定制度の一種で、職業能力開発促進法第47条第1項による指定試験機関（一般社団法人金融財政事情研究会）が実施する金融窓口サービス技能士に関する学科及び実技試験に合格した者をいう。

## 概要
金融機関における事務処理や金融商品の販売など窓口業務等における必要な業務知識と実践能力を学科試験・実技試験両面から審査し、1級、2級、3級金融窓口サービス技能士として認定される。
2008年1月から、テラー業務に加え金融商品コンサルティング業務の2つの科目を実施している。

## 受検資格
- 1級：4年以上の実務経験者、2級合格者、またはテラー技能審査2級合格者。
- 2級：2年以上の実務経験者、3級合格者、またはテラー技能審査3級合格者。
- 3級：金融機関に勤務している者、又は勤務しようとしている者。

## 試験内容

### 金融商品コンサルティング業務

#### 学科試験
出題形式
- マークシート方式

合格基準
- 100点満点中70点以上

試験科目
- 1.投資型金融商品を取り巻く環境
- 2.投資型金融商品及び保険商品の仕組みと特徴
- 3.販売・勧誘ルールの基本
- 4.金融商品コンサルティングの基本と金融市場・リスクの理解
- 5.金融商品販売の知識
- 6.金融商品コンサルティング業務に係る各種法規制の概要と業規制
- 7.金融商品コンサルティング業務に係る各種規制と顧客保護
- 8.クレーム処理

#### 実技試験
出題形式
- 各級共に記述式（事例問題4～5題程度、1題につき小問は3～5問）

合格基準
- 100点満点中70点以上（各級共通）

試験範囲
- 1.投資型金融商品知識
- 2.コンプライアンスに則ったコンサルティング
- 3.説明技能
- 4.提案技能
- 5.クレーム対応力

### テラー業務

#### 学科試験
出題形式
- マークシート方式

合格基準
- 100点満点中70点以上

試験科目（各級共通）
- 1.投資型金融商品を取り巻く環境
- 2.投資型金融商品及び保険商品の仕組みと特徴
- 3.販売・勧誘ルールの基本
- 4.窓口事務
- 5.預金業務
- 6.相談業務
- 7.セールス
- 8.関連業務知識

#### 実技試験
- 1級：ロールプレイ形式で審査室で1人ずつ行われる。ローカウンターでお客さま役となる試験官（技能検定委員）と実際に応対をし、テラーとして求められる基本的応対、事務手続・実務知識、商品知識、情報収集・活用能力、セールス姿勢・展開力を審査される。所要時間は約7分。合格基準は100点満点中80点以上。
- 2級：記述式による筆記試験。事例問題1題、小問は21問程度。合格基準は100点満点中80点以上。
- 3級：マークシートによる筆記試験。事例問題10題、1題につき小問は3問。合格基準は100点満点中70点以上

## 取得後の称号
合格者には合格証書が交付され金融窓口サービス技能士を称することができ、名刺等への表示が可能となる。なお、資格を表記する際には、厚生労働省による指導に基づき、「等級」「正式職種名」「技能士」の順で表示する必要があり、「1級金融窓口サービス技能士」、「2級金融窓口サービス技能士」、「3級金融窓口サービス技能士」のように等級を明示しなければならない。等級の非表示、等級表示位置の誤り、職種名の省略表示などは不可である。
なお職業能力開発促進法により、金融窓口サービス技能士資格を持っていないものが金融窓口サービス技能士と称することは禁じられている。

## 検定実施日

### 2014年9月-11月実施
- テラー業務
  - 1級実技：受検者数  50人・合格者数 45人・合格率 48.00%
- 金融商品コンサルティング業務
  - 1級実技：受検者数 138人・合格者数 40人・合格率 28.98%

### 2014年5月実施
- テラー業務
  - 1級学科：受検者数  187人・合格者数　 27人・合格率 14.43%
  - 2級学科：受検者数 1454人・合格者数　358人・合格率 24.62%
  - 2級実技：受検者数 1276人・合格者数  221人・合格率 17.31%
  - 3級学科：受検者数 2078人・合格者数 1201人・合格率 57.79%
  - 3級実技：受検者数 1822人・合格者数 1128人・合格率 61.90%
- 金融商品コンサルティング業務
  - 1級学科：受検者数 229人・合格者数  29人・合格率 12.66%
  - 2級学科：受検者数 440人・合格者数 281人・合格率 63.86%
  - 2級実技：受検者数 671人・合格者数 338人・合格率 50.37%
  - 3級学科：受検者数 672人・合格者数 322人・合格率 47.91%
  - 3級実技：受検者数 565人・合格者数 330人・合格率 58.40%

### 2014年1月実施
- テラー業務
  - 2級学科：受検者数 1677人・合格者数　536人・合格率 31.96%
  - 2級実技：受検者数 1934人・合格者数 1082人・合格率 55.94%
  - 3級学科：受検者数 2984人・合格者数 1894人・合格率 63.47%
  - 3級実技：受検者数 2528人・合格者数 1826人・合格率 72.23%
- 金融商品コンサルティング業務
  - 2級学科：受検者数 570人・合格者数 391人・合格率 68.59%
  - 2級実技：受検者数 785人・合格者数 360人・合格率 45.85%
  - 3級学科：受検者数 847人・合格者数 397人・合格率 46.87%
  - 3級実技：受検者数 777人・合格者数 629人・合格率 80.95%

### 2013年9月-11月実施
- テラー業務
  - 1級実技：受検者数  64人・合格者数 25人・合格率 39.06%
- 金融商品コンサルティング業務
  - 1級実技：受検者数 143人・合格者数 12人・合格率  8.39%

### 2013年5月実施
- テラー業務
  - 1級学科：受検者数  184人・合格者数　 21人・合格率 11.41%
  - 2級学科：受検者数 1526人・合格者数　746人・合格率 48.88%
  - 2級実技：受検者数 1580人・合格者数  367人・合格率 23.22%
  - 3級学科：受検者数 2309人・合格者数  983人・合格率 42.57%
  - 3級実技：受検者数 1955人・合格者数 1208人・合格率 61.79%
- 金融商品コンサルティング業務
  - 1級学科：受検者数 253人・合格者数  40人・合格率 15.81%
  - 2級学科：受検者数 499人・合格者数 283人・合格率 56.71%
  - 2級実技：受検者数 726人・合格者数 346人・合格率 47.65%
  - 3級学科：受検者数 666人・合格者数 362人・合格率 54.35%
  - 3級実技：受検者数 704人・合格者数 649人・合格率 92.18%